# Asada Gōryū
Pour les articles homonymes, voir Asada.
Asada Gōryū (麻田 剛立), 10 mars 1734 (sous le nom Yasuakira Ayabe) – 25 juin 1799, est un astronome et médecin japonais. Il a participé à l'introduction de l'astronomie moderne au Japon.
Alors qu'il est formé à la médecine, il apprend en autodidacte les principes de l'astronomie. En 1763, il prédit l’éclipse de lune du 1er septembre. En 1767, il est  nommé médecin attaché à Matsudaira, le chef du clan de Kitsuki, mais cette fonction l’empêche de continuer ses études, il démissionne et il part s'installer à Osaka.
Pour vivre, il est médecin à Osaka, où il reprend le cabinet de son père en 1767. 
Pour effectuer ses observations astronomiques, il construit ses propres instruments. Il découvrit indépendamment la troisième loi de Kepler. En géographie, après avoir observé l'ombre de la Terre projetée sur la lune lors d’éclipses, il fait l’hypothèse de l'existence d'un grand continent au pôle sud.
En ce qui concerne l'anatomie, il se livre à l'observation par dissection d'animaux et il s’intéresse au système vasculaire.
Sa tombe se trouve près du temple Joshun-ji, dans l'arrondissement Tennōji-ku d'Osaka. 
Le cratère lunaire Asada porte son nom.